# Katarzyna Kiedrzynek
Katarzyna Kiedrzynek és una portera de futbol ser internacional per Polònia. Al 2014 va renunciar a la selecció, però va retornar dos anys després. Ha estat subcampiona de la Lliga de Campions amb el Paris Saint-Germain.
Va ser nomenada millor jugadora polonesa del 2015.

## Trajectòria
| Temporades    | Lliga             | Club                | P  | G | Actualitzat |
| ------------- | ----------------- | ------------------- | -- | - | ----------- |
| 07/08 - 12/13 | D1                | Górnik Leczna       |    |   |             |
| 13/14 - act.  | D1                | Paris Saint-Germain | 43 | 0 | 14/12/2016  |
|               |                   |                     |    |   |             |
| 2011 - act.   | Selecció absoluta | Selecció absoluta   | 17 | 0 | 08/06/2015  |

## Palmarès
| Títols — Seleccions nacionals            |      |
|                                          |      |
| Títols — Clubs                           |      |
|                                          |      |
| Reconeixements — Premis                  |      |
| Millor jugadora del any                  | 2015 |
| Reconeixements — Seleccions de jugadores |      |
|                                          |      |